# Prévelles
 Prévelles  es una comuna y población de Francia, en la región de Países del Loira, departamento de Sarthe, en el distrito de Mamers y cantón de Tuffé. Está integrada en la Communauté de communes du Pays de l'Huisne Sarthoise.

## Demografía
| 298 | 271 | 207 | 171 | 138 | 145 |
| Para los censos de 1962 a 1999 la población legal corresponde a la población sin duplicidades (Fuente: INSEE [Consultar]) |     |     |     |     |     |